# Sphecodes davisii
Sphecodes davisii är en biart som beskrevs av Robertson 1897. Sphecodes davisii ingår i släktet blodbin, och familjen vägbin. Inga underarter finns listade i Catalogue of Life.